# Iva Gelashvili
Iva Gelashvili (Tiflis, 8 de abril de 2001) es un futbolista georgiano que juega en la demarcación de defensa para el Panserraikos de la Superliga de Grecia.

## Selección nacional
Hizo su debut con la selección de fútbol de Georgia el 12 de octubre de 2023 en un partido amistoso contra Tailandia que finalizó con un resultado de 8-0 a favor del combinado georgiano tras los goles de Luka Lochoshvili, Khvicha Kvaratskhelia, un doblete de Zuriko Davitashvili y cuatro goles de Georges Mikautadze.

## Clubes
| Club                 | País            | Año       | Partidos | Goles |
| -------------------- | --------------- | --------- | -------- | ----- |
| AC Sparta Praga II   | República Checa | 2021-2022 | 26       | 1     |
| FC Dinamo Batumi     | Georgia         | 2022      | 0        | 0     |
| FC Sioni Bolnisi     | Georgia         | 2022      | 11       | 0     |
| FC Saburtalo Tbilisi | Georgia         | 2022-2023 | 15       | 1     |
| Spezia Calcio        | Italia          | 2023-2024 | 10       | 1     |
| FC Iberia 1999       | Georgia         | 2024-2025 | 31       | 2     |
| Panserraikos         | Grecia          | 2025-     |          |       |